# Jeffrey Blatnick
Jeffrey Carl „Jeff“ Blatnick (* 26. Juli 1957 in Schenectady, New York; † 24. Oktober 2012 in Ballston, New York) war ein US-amerikanischer Ringer.

## Werdegang
Jeff Blatnick begann seine Ringerlaufbahn 1973 an der Niskayuna High School in Niskayuna, New York. Er rang dabei sehr erfolgreich in beiden Stilarten (griechisch-römischer Stil und Freistil) und gewann 69 von 81 Kämpfen. 1975 wurde er Meister des Staates New York im Schwergewicht, freier Stil. Ab 1976 setzte er seine Karriere am Springfield College in Massachusetts fort, gewann einige Meisterschaften und qualifizierte sich im griechisch-römischen Stil auch für die Teilnahme an den Olympischen Spielen 1980 in Moskau. Der Olympiaboykott der USA machte jedoch seinen Start zunichte. Er wurde 1980 US-amerikanischer Meister im griechisch-römischen Stil in der Superschwergewichtsklasse und belegte im gleichen Jahr beim World-Cup in Trelleborg den 2. Platz hinter Oleksandr Koltschynskyj – vier Jahre später gewann er dann in Los Angeles die ersehnte olympische Goldmedaille (Superschwergewicht, griechisch-römischer Stil), indem er im Finale den schwedischen Weltmeister Tomas Johansson nach Punkten besiegte; Johansson wurde nachträglich des Dopings überführt und disqualifiziert. An einer Weltmeisterschaft nahm Jeff Blatnick nie teil.
Sein Olympiasieg 1984 ist umso bemerkenswerter, da 1982 bei Blatnick eine Krebserkrankung auftrat, die mittels Chemotherapie behandelt wurde. 1988 überwand er einen Rückfall der Krankheit. Jeff Blatnick arbeitete viele Jahre als Direktor im US-amerikanischen Ringerverband. Außerdem betätigte er sich gerne als Rundfunkreporter für Sport, hauptsächlich Ringen.
Bedingt durch starke Herzprobleme starb Blatnick am 24. Oktober 2012 im Alter von 55 Jahren.

## Internationale Erfolge
(OS = Olympische Spiele, GR = griechisch-römischer Stil, F = Freistil, S = Schwergewicht, SS = Superschwergewicht, damals bis 100 kg bzw. über 100 kg Körpergewicht)
- 1977, 3. Platz, Junioren(Espoirs)-WM in Las Vegas, F, S, hinter Magomed Magomedow, Sowjetunion und Venelin Atanassov, Bulgarien;
- 1980, 2. Platz, World-Cup in Trelleborg, GR, SS, hinter Oleksandr Koltschynskyj, Sowjetunion und vor Tomas Johansson, Schweden;
- 1984, Goldmedaille, OS in Los Angeles, GR, SS, vor Refik Memišević, Jugoslawien, Victor Dolipschi, Rumänien, Panayotis Pikilidis, Griechenland und Hassan El Haddad, Ägypten;
- 1987, 3. Platz, World-Cup in Albany/USA, GR, SS, hinter Alexander Karelin, Sowjetunion und Juan Poulot, Kuba und vor Kenichi Mikosawa, Japan